# Eat Bulaga!
Eat Bulaga! è un game show televisivo filippino in onda nella fascia oraria del mezzogiorno su TV5 con la conduzione di Tito Sotto, Vic Sotto e Joey de Leon. La prima puntata è andata in onda il 30 luglio 1979, il che lo rende il longevo varietà televisivo di sempre del paese.
Dal 2024 prodotto dalla TVJ Productions, Eat Bulaga! è trasmesso dagli studi di TV5 Media Center. Lo show va in onda dal lunedì al venerdì dalle 12:00 alle 14:30 ed il sabato dalle 11:30 alle 14:30, ed è distribuito nazionalmente dall’ente televisiva TV5. Il titolo del programma significa letteralmente "sorpresa all'ora di pranzo".
Dal 16 luglio 2012 è in onda una versione indonesiana del programma, chiamata The New Eat Bulaga! Indonesia, trasmessa dalla SCTV ed in seguito dalla antv. Ciò ha reso Eat Bulaga! il primo programma televisivo filippino ad avere un proprio franchise all'estero.

## Conduttori

### Attuali
- Tito Sotto (1979–in corso)
- Vic Sotto (1979–in corso)
- Joey de Leon (1979–in corso)
- Jose Manalo (1994–in corso)
- Allan K. (1995–in corso)
- Wally Bayola (2000–in corso)
- Paolo Ballesteros (2001–in corso)
- Pauleen Luna (2005–in corso)
- Ryan Agoncillo (2009–in corso)
- Ryzza Mae Dizon (2012–in corso)
- Maine Mendoza (2015–in corso)
- Miles Ocampo (2022–in corso)
- Carren Eistrup (2023–in corso)
- Atasha Muhlach (2023–in corso)
- Singing Queens (2024–in corso)
- Queen Amber Torres (2024–in corso)

### Precedenti
- Aicelle Santos (2016–17)
- Aiko Melendez (1989–95)
- Ai-Ai delas Alas (1995–2000)
- Alden Richards (2015–23)
- Alexa Miro (2023–24)
- Alfie Lorenzo
- Ali Sotto (1993–94)
- Alicia Mayer (2004–06)
- Amy Perez (1988–95)
- Anjo Yllana (1998–2020)
- Ariana Barouk (2008)
- Arra San Agustin (2023–24)
- BJ Forbes (2005–08)
- Baste Granfon (2015–21)
- Betong Sumaya (2023–24)
- Bianca Umali (2022–23)
- Buboy Villar (2023–24)
- Carmina Villarroel (1989–98)
- Cassy Legaspi (2023–24)
- Ces Quesada (1989)
- Charo Santos-Concio (1986–87)
- Chariz Solomon (2023–24)
- Chia Hollmann (2010–11)
- Chiqui Hollmann (1979–82)
- Christine Jacob (1991–98)
- Ciara Sotto (2005–07)
- Cindy Kurleto (2005–07)
- Coney Reyes (1982–91)
- Daiana Menezes (2007–12)
- Dasuri Choi (최다슬) (2014–16; 2020–21; 2023–24)
- Dawn Zulueta
- Dencio Padilla (1983)
- Derek Ramsay (2001–04)
- Diana Zubiri (2003–05)
- Dingdong Avanzado (1987–88)
- Dingdong Dantes
- Donita Rose (1996–97; 2002–03)
- Donna Cruz (1995–98)
- Edgar Allan Guzman (2006–07)
- Eric Quizon (1992–93; 1996–98)
- Francis Magalona (1995–2009)
- Gladys Guevarra (1999–2007)
- Glaiza de Castro (2023–24)
- Gretchen Barretto (1993)
- Helen Gamboa (1985–86)
- Helen Vela (1982–91)
- Herbert Bautista (1989–92)
- Ice Seguerra (1987–97; 2023)
- Isabelle Daza (2011–14)
- Isko Moreno (2023–24)
- Iza Calzado (2005; 2011–12)
- Janice de Belen (primi anni '90)
- Janno Gibbs (2001–07)
- Jaya (1997–99)
- Jenny Syquia (1997)
- Jericho Rosales (1996–97)
- Jimmy Santos (1983–2022)
- Joey Albert
- Jomari Yllana (2000)
- John Prats
- Joyce Jimenez (1997)
- Joyce Pring (2014, Trip na Trip)
- Julia Clarete (2005–16)
- K Brosas (2001–03)
- Keempee de Leon (2004–16)
- Kitty Girls (2009)
- Kokoy de Santos (2023–24)
- Kris Aquino (1988–89)
- Lady Lee (1990–97)
- Lana Jalosjos (2004–06)
- Lance Serrano (2013)
- Lani Mercado (1989–90)
- Lindsay Custodio (1998)
- Lougee Basabas (2007–09)
- Luane Dy (2017–19)
- Maja Salvador (2021–23)
- Manilyn Reynes (1985–90)
- Marian Rivera (2014–15)
- Maricel Soriano (1985–87; 1995–96)
- Maureen Wroblewitz (2018–19)
- Mavy Legaspi (2023–24)
- Michael Sager (2023–24)
- Michael V. (2003–16)
- Michelle van Eimeren (1994)
- Mickey Ferriols (1998–2000)
- Mitoy Yonting (1997; 2006–09)
- Niño Muhlach (primi anni '90)
- Nova Villa (1989–95)
- Ogie Alcasid (1988–89)
- Onemig Bondoc (1996–97)
- Paolo Contis (2023–24)
- Patricia Fernandez (2010, fotografo ufficiale, Bulagaan)
- Patricia Tumulak (2015–17)
- Pepe Pimentel (anni 1980)
- Phoemela Baranda (2001–02)
- Pia Guanio (2003–21)
- Pops Fernandez (1987–88)
- Randy Santiago (1995)
- Raqi Terra (2018–19)
- Richard Hwan (2014–15)
- Richie D'Horsie (1979–85; 1994; 2009, Bababoom)
- Rio Diaz (1990–96)
- Rosanna Roces (1998)
- Ruby Rodriguez (1991–2021)
- Ruffa Gutierrez (1995–98)
- Ruru Madrid (2022–23)
- Sam YG (2009–16)
- Sarah Lahbati (2018)
- SexBomb Girls (1999–2011)
- Sharon Cuneta (1983–84)
- Sherilyn Reyes-Tan (2000–01)
- Sheryl Cruz (1985–89)
- Shine Kuk (국선영) (2014–15)
- Solenn Heussaff (2012)
- Sugar Mercado (2001–02; 2004–07)
- Sunshine Cruz (1995–96)
- Taki Saito (2016–17)
- Tanya Garcia (2005)
- Tetchie Agbayani (1980s)
- That's My Bae (2015–19)
- Toni Gonzaga (2002–05)
- Toni Rose Gayda (1996–2014)
- Tugue Zombie (2023)
- Universal Motion Dancers (1990s)
- Val Sotto (1994)
- Valerie Weigmann (2013–14)
- Vina Morales
- Winwyn Marquez (2023–24)
- Yasser Marta (2023–24)
- Yoyong Martirez (1994)
- Zoren Legaspi (1989–95)